# Breitenau, Westerwald
Breitenau là một đô thị thuộc một ‘‘Verbandsgemeinde’’ - ở huyện Westerwald trong bang Rheinland-Pfalz, Đức. Đô thị Breitenau, Westerwald có diện tích 6,06 km². 
Đô thị này nằm ở Westerwald giữa Koblenz và Siegen bên rìa Vườn tự nhiên Rhein-Westerwald (Naturpark Rhein-Westerwald).